# Fogarasi Sámuel
Fogarasi Sámuel (?, 167? – Kolozsvár, 1723.) orvos.

## Élete
A nagyenyedi kollégiumban tanult, ahol 1695-ben az iskola seniora volt, és miután a latin, görög nyelvet, a bölcseletet és teológiát elvégezte, 1696. május 18-ától a marosvásárhelyi iskolában tanított. Bethlen Miklós kancellár, Bethlen Sámuel Küküllő megyei főispán és Bethlen János támogatásával 1698-tól négy évig tanult a franekeri és leideni egyetemeken. Az orvosi diploma megszerzése után hazatérve Erdélybe megnősült, és felesége sövényfalvi birtokán telepedett le. Orvosként praktizált, és jó hírnevet szerzett a női betegségek szakértőjeként. Tapasztalatairól könyvet is írt, amely azonban kéziratban maradt. 1720-ban azzal a váddal tartóztatták le, hogy megmérgezte mostohafiát, illetve erőszakot követett el mostohalányán. Kolozsváron a fogságban hunyt el.

## Munkái
- Dissertatio medica de scorbuto. Franequerae, 1703.
- Kéziratban: Observationes medicae varii generis, Tentamina inprimis novorum medicamentorum in morbis falminarum curandis instituta.
- Marosvásárhely és Göttinga, Kriterion Könyvkiadó, Bukarest, 1974.